# Holy Smoke (Gin Wigmore)
Holy Smoke è il primo album in studio della cantautrice neozelandese Gin Wigmore, pubblicato il 29 settembre 2009.

## Tracce
1. Oh My – 4:18
2. Hey Ho – 4:05
3. New Revolution – 4:22
4. Don't Stop – 3:29
5. I Do – 4:08
6. Too Late for Lovers – 3:48
7. Mr. Freakshow – 3:52
8. One Last Look – 2:37
9. Golden Ship – 3:55
10. Dying Day – 3:14